# Уравнения Лагранжа (гидромеханика)
Уравне́ния Лагра́нжа (в гидромеханике) — дифференциальные уравнения движения частиц несжимаемой идеальной жидкости в переменных Лагранжа, имеющие вид:
{\displaystyle \left(X-{\frac {\partial ^{2}x}{\partial t^{2}}}\right){\frac {\partial x}{\partial a_{i}}}+\left(Y-{\frac {\partial ^{2}y}{\partial t^{2}}}\right){\frac {\partial y}{\partial a_{i}}}+\left(Z-{\frac {\partial ^{2}z}{\partial t^{2}}}\right){\frac {\partial z}{\partial a_{i}}}={\frac {1}{\varrho }}{\frac {\partial p}{\partial a_{i}}},\qquad (i=1,2,3),\qquad (1)}
где {\displaystyle t} — время, {\displaystyle x}, {\displaystyle y}, {\displaystyle z} — координаты частицы жидкости, {\displaystyle a_{1}}, {\displaystyle a_{2}}, {\displaystyle a_{3}} — параметры, с помощью которых отличают частицы среды друг от друга (этими параметрами могут быть значения координат {\displaystyle x_{0}}, {\displaystyle y_{0}}, {\displaystyle z_{0}} в некоторый момент времени {\displaystyle t_{0}}), {\displaystyle X}, {\displaystyle Y}, {\displaystyle Z} — проекции объёмных сил, {\displaystyle p} — давление, {\displaystyle \varrho } — плотность. Получены Ж. Л. Лагранжем около 1780 года.
Решение общей задачи гидромеханики в переменных Лагранжа сводится к тому, чтобы, зная {\displaystyle X}, {\displaystyle Y}, {\displaystyle Z}, а также начальные и граничные условия, определить {\displaystyle x}, {\displaystyle y}, {\displaystyle z}, {\displaystyle p}, {\displaystyle \varrho } как функции времени и параметров {\displaystyle a_{1}}, {\displaystyle a_{2}}, {\displaystyle a_{3}}. Для решения этой задачи необходимо к уравнениям (1) присоединить уравнение неразрывности, имеющее в переменных Лагранжа вид и уравнение состояния {\displaystyle \varrho =f(p)} для баротропного движения или {\displaystyle \varrho =\mathrm {const} } для несжимаемой жидкости. Если зависимости {\displaystyle x}, {\displaystyle y}, {\displaystyle z} от {\displaystyle a_{1}}, {\displaystyle a_{2}}, {\displaystyle a_{3}}, {\displaystyle t} найдены, то траектории, скорости и ускорения частиц определяются обычными методами кинематики точки.
{\displaystyle \varrho (a_{1},a_{2},a_{3},t){\begin{vmatrix}{\frac {\partial x}{\partial a_{1}}}&{\frac {\partial y}{\partial a_{1}}}&{\frac {\partial z}{\partial a_{1}}}\\{\frac {\partial x}{\partial a_{2}}}&{\frac {\partial y}{\partial a_{2}}}&{\frac {\partial z}{\partial a_{2}}}\\{\frac {\partial x}{\partial a_{3}}}&{\frac {\partial y}{\partial a_{3}}}&{\frac {\partial z}{\partial a_{3}}}\end{vmatrix}}=\varrho _{0}(a_{1},a_{2},a_{3},t_{0}){\begin{vmatrix}{\frac {\partial x_{0}}{\partial a_{1}}}&{\frac {\partial y_{0}}{\partial a_{1}}}&{\frac {\partial z_{0}}{\partial a_{1}}}\\{\frac {\partial x_{0}}{\partial a_{2}}}&{\frac {\partial y_{0}}{\partial a_{2}}}&{\frac {\partial z_{0}}{\partial a_{2}}}\\{\frac {\partial x_{0}}{\partial a_{3}}}&{\frac {\partial y_{0}}{\partial a_{3}}}&{\frac {\partial z_{0}}{\partial a_{3}}}\end{vmatrix}}\qquad \qquad (2)}
Обычно при решении задач гидромеханики пользуются уравнениями Эйлера. Уравнения Лагранжа применяются главным образом при изучении нестационарных движений — в частности, колебательных движений жидкости, в некоторых вопросах теории турбулентности.